# 경방 (제군태수)
경방(京房, ? ~ ?)은 전한 중기의 유학자이자 관료이다. 원제 때의 인물 경방과는 동명이인 관계이다.

## 행적
양하에게서 《역경》을 배웠고, 태중대부·제군태수를 지냈다. 제자로 양구하를 두었다.

## 출전
- 반고, 《한서》 권88 유림전